# Blue Jean (Film)
Blue Jean ist ein britischer Spielfilm von Georgia Oakley aus dem Jahr 2022. Das Drama stellt eine lesbische Lehrerin im England der 1980er-Jahre in den Mittelpunkt. Die Hauptrolle übernahm Rosy McEwen.
Das Werk wurde am 3. September 2022 im Rahmen der Internationalen Filmfestspiele von Venedig uraufgeführt.

## Handlung
England im Jahr 1988: Jean arbeitet als Sportlehrerin an einer Schule. Sie ist das Ziel homophober Anschuldigungen, nachdem die konservative Parlamentsmehrheit unter Margaret Thatcher die "Förderung" der Homosexualität durch lokale Behörden verboten hat (siehe Clause 28). Lesbische und schwule Menschen werden als Pädophile stereotypisiert, die Kinder für ihren „abweichenden“ Lebensstil rekrutieren würden. Sportlehrerinnen wie Jean sind das Hauptziel solcher Anschuldigungen. Deshalb ist sie gezwungen, ein Doppelleben zu führen. Unter der Woche pflegt sie das Bild der angesehenen Mitarbeiterin. Am Wochenende unternimmt sie mit ihrer Freundin Viv heimliche Ausflüge in die Schwulenszene von Newcastle. Eines Tages begegnet Jean in einer Lesbenbar eine Schülerin von ihr. In der Folge wird sie zu extremen Anstrengungen gezwungen, ihren Job und auch ihre geistige Gesundheit zu retten.

## Entstehungsgeschichte
Blue Jean ist das Spielfilmdebüt von Georgia Oakley nach einer Reihe von Kurzfilmen, deren Erzählungen sich überwiegend auf Frauenfiguren konzentrieren. Ihr elfminütiger Kurzfilm Little Bird über eine Frau in London, die während des Zweiten Weltkriegs versucht, ihren Horizont zu erweitern, wurde mehrfach preisgekrönt. Der Stoff wird gegenwärtig als Fernsehserie umgesetzt. Mit ihrem Spielfilmprojekt nahm Oakley 2019 am Talentförderprogramm Berlinale Talents der Internationalen Filmfestspiele Berlin teil. Insgesamt arbeitete sie vier Jahre am Drehbuch.
Für die Titelrolle wurde die britische Schauspielerin Rosy McEwen verpflichtet. Für sie ist es die erste Hauptrolle in einem Spielfilm. Die Dreharbeiten begannen ab Februar 2022. Gedreht wurde unter anderem in North Shields und im Stadtteil Gosforth von Newcastle upon Tyne. Oakley ließ neben ihren professionellen Darstellern auch nach Mitgliedern der LGBTQ+-Szene im Alter von 20 bis 45 Jahren suchen, damit sie Rollen in Blue Jean übernehmen konnten. Oakley plante ein Porträt „über eine Frau zu machen, die sich mit ihrer Identität auseinandersetzt, im Gegensatz zu einem großen politischen Drama über das Gesetz selbst“. Mit ihrem Kameramann Victor Seguin entschied sie sich, das Werk auf 16-mm-Film zu bannen. Auch setzte Oakley auf eine leicht gesteigerte Ästhetik, die laut eigener Aussage im britischen Kino eher unüblich sei. „Wir wollten eine visuelle Sprache schaffen, die von Klassikern aus dieser Zeit inspiriert ist und nicht von einem Rückfall in die Achtziger“, so Oakley. Ihre Hauptfigur wollte sie nicht verherrlichen oder falsch darstellen und orientierte sich an Regisseurinnen wie Kelly Reichardt oder Chantal Akerman.
Produzentin von Blue Jean war Hélène Sifre. Produziert wurde das Werk von der Gesellschaft Kleio Films. Unterstützt wurde das Projekt unter anderem von BBC Film und dem British Film Institute (BFI). Im ersten Halbjahr 2022 erhielt der Film mit 885.000 britischen Pfund die fünfthöchste Fördersumme des BFI aus der nationalen Lotteriefinanzierung. Die weltweiten Verwertungsrechte obliegen Film Constellation.

## Veröffentlichung und Rezeption
Die Premiere von Blue Jean erfolgte am 3. September 2022 beim Filmfestival von Venedig, wo Oakleys Regiearbeit in der unabhängigen Filmreihe Giornate degli Autori (Venice Days) eingeladen wurde.
Weitere Präsentationen waren im September beim Filmfestival von Zürich und im Oktober beim Prince Charles Cinema geplant.
Von den auf der Website Rotten Tomatoes nach der Premiere aufgeführten über 100 Kritiken sind 95 Prozent positiv („fresh“) und führen zu einer Durchschnittswertung von 7,9 von 10 möglichen Punkten. Das Fazit der Seite lautet, dass Blue Jean „eine Brücke zwischen vergangenen Zeiten und immer noch aktuellen Themen“ schlage. Das Werk strahle „dank durchdachter Regie und authentischen Darbietungen eine intellektuelle und emotionale Resonanz aus“. Auf der Website Metacritic erhielt Blue Jean eine Bewertung von 87 von 100 möglichen Punkten, basierend auf mehr einem Dutzend ausgewerteter englischsprachiger Kritiken. Dies entspricht einhelligem Beifall („universal acclaim“) und für Oakleys Regiearbeit wurde eine eindeutige Filmempfehlung („must-see“) ausgesprochen. Die Rezensionen der Zuschauer fielen zum Teil schwächer aus.

## Auszeichnungen
Im Rahmen seiner Präsentation beim Filmfestival von Venedig war Blue Jean für den Regiepreis der Sektion Giornate degli Autori (Venice Days), den Luigi De Laurentiis Award für den besten Debütfilm und den Queer Lion nominiert. Der Film blieb zwar von der jeweiligen Wettbewerbsjurys unprämiert, jedoch erhielt das Werk in Venedig den Publikumspreis der Sektion sowie eine lobende Erwähnung von Venezia a Napoli. Il cinema esteso für Arbeiten von Filmemacherinnen unter 40 Jahren.
Im selben Jahr wurde Blue Jean auch für den Debütfilm-Preis (Sutherland Trophy) des Filmfestivals von London und in den internationalen Spielfilm-Wettbewerb des Filmfestivals von Zürich eingeladen. Bei der Verleihung der British Independent Film Awards 2022 folgten 13 Nominierungen. Casting-Regisseurin Shaheen Baig wurde vorab mit einem Preis ausgezeichnet. Bei den Gotham Awards 2023 wurde Georgia Oakley für die Beste Nachwuchsregie nominiert.